# 尹小芳
尹小芳（1931年—），原名錢汶均，中國上海人，越劇演員，13歲在滬學藝，初習花旦；1946年師承尹派尹桂芳，改習小生，芳華越劇團最早的成員之一，尹小芳繼承了尹派藝術，唱曲聲情並茂，韻味雋永。
尹小芳為原上海虹口越劇團團長，1948年被選為越劇的後起之秀冠軍；所主演的經典傳統劇目《西廂記》、《桃花扇》、《珍珠塔》、《紅梅閣》等皆深獲好評。

## 生平
尹小芳在1950年進入了芳華越劇團，受教於崑劇名師周傳瑛、方傳芸老師。1959年調入浙江省藝校任教，於1980年赴往福州，協同老師尹桂芳重建芳華越劇團；在1982年進入虹口越劇團，重新主演《何文秀》、《沙漠王子》等尹派名劇。2007年在杭州、2008年在上海，先後舉辦了《承上啟下 一代傳人尹小芳藝術專場》；尹小芳與茅威濤、趙志剛、王君安師生共同演出了尹派名劇《沙漠王子·算命》。
在2011年出版發行的尹派4部名劇劇目，有《沙漠王子》、《何文秀》、《張羽煮海》和《浪子成龍》等。
越劇尹派的傳統劇目《何文秀》，乃源起於明傳奇的《何文秀玉釵記》，越劇的電影《何文秀》擇於2017年在杭州舉行了開機儀式，尹派傳人尹小芳擔任了電影藝術指導；電影《何文秀》的籌拍，同時紀念著越劇尹派宗師尹桂芳先生，在2018年的誕辰100週年。

## 藝術成就
1994年，尹小芳獲中央文化部藝術局頒發“國家傑出藝術家”的殊榮。尹小芳在中國上海、浙江、福建等各地的越劇尹派藝術傳承與文化發展，都有著重大的貢獻，國家文化部藝術局除頒發傑出藝術家榮譽證書, 對尹小芳在越劇藝術上的成就奉獻記載入於《中國當代文藝家名錄》。

## 尹派名劇
- 《何文秀》[7]
- 《張羽煮海》
- 《毛遂自薦》
- 《賣油郎》
- 《梁祝》
- 《浪蕩子》
- 《紅樓夢》

## 尹派（弦下調）
- 《桃花扇·追念》
- 《沙漠王子·嘆月》
- 《浪子成龍·雪地》[7]

## 外部連結
- 高山流水今相逢——尹小芳越剧艺术网站    （页面存档备份，存于）
- 越剧一代传人尹小芳艺术专场
- 越剧名家之尹小芳   （页面存档备份，存于）
- 学习恩师尹桂芳  （页面存档备份，存于）